# Ливанова, Елена Артемьевна
Елена Артемьевна Ливанова (род. 11 сентября 1949, Москва) — советский и российский режиссёр мультфильмов, советская и русская художница. Вторая жена актёра Василия Ливанова.

## Биография
Елена Ливанова (в девичестве Балабанова) родилась 11 сентября 1949 года в Москве в семье Анастасии Терентьевны Балабановой (в девичестве Иванова) и Артемия Мелетеевича Балабанова. В 1972 году окончила курсы художников-мультипликаторов при к/ст «Союзмультфильм». С 1976 года — художник-постановщик в кукольном объединении «Союзмультфильма». В 1992—2000 годах работала на фильмах студии «Кристмас Филмз», в 2000—2005 — в ТПЦ «Союзмультфильм», с 2005 — на ФГУП «Киностудия „Союзмультфильм“». Сотрудничала преимущественно с режиссёрами И. Н. Гараниной, М. А. Каменецким и С. М. Соколовым.

## Личная жизнь
- Вторая жена (с 1972) актёра Василия Ливанова. Принимала участие в документальном фильме Первого канала к 80-летию Василия Ливанова «Кавалер и джентльмен» (2015)[1].
  - Сын — Борис (род. 1974). Был осуждён на девять лет лишения свободы по обвинению в убийстве в 2009 году, в 2011 году срок снизили до восьми лет[2]; вышел на свободу в 2014 году, отбыв половину срока[3].
  - Сын — Николай (род. 1984).

## Фильмография

### Режиссёр
- 2001 — Молитва «Отче наш» совместно с С. Соколовым

### Художник-мультипликатор
- 1973 — Аврора

### Художник-постановщик
- 2018 — Гофманиада (совместно с Н. Ливановым)
- 2006 — Кролик с капустного огорода
- 2003 — Шма Исраэль (Иудейская молитва)
- 2001 — Аль-Фатиха. Мусульманская молитва
- 2001 — Молитва «Отче наш»
- 1999 — Чудотворец
- 1994 — Зимняя сказка
- 1991 — Буря
- 1990 — Золотая шпага (совместно с В. Донсковым)
- 1990 — Что там, под маской?
- 1988 — Большой подземный бал (совместно с Л. Зеневич)
- 1985 — Падающая тень (совместно с В. Дудкиным, А. Мелик-Саркисяном)
- 1984 — Чёрно-белое кино (совместно с Л. Зеневич)
- 1983 — Рыбья упряжка (совместно с С. Соколовым)
- 1981 — Балаган (совместно с Л. Зеневич)
- 1979 — Последние волшебники
- 1979 — С кого брать пример
- 1978 — Чудеса среди бела дня
- 1977 — Журавлиные перья (совместно с Н. Виноградовой)

## Награды
- «Рыбья упряжка»:
  - МКФ в Оденсе (Первый приз, 1983)
- «Чёрно-белое кино»:
  - МКФ анимационных фильмов в Загребе (Первая премия в категории фильмов продолжительностью свыше 12 минут, 1985)
  - МКФ Cinanima в Эшпиньо, Португалия (Первый приз, 1985)
- «Золотая шпага»:
  - МКФ в Каире (Главный приз «Золотой Каир», 1991)
  - МКФ фильмов для молодёжи в Лане (Специальный приз жюри, 1991)
- «Буря»:
  - Оскар, номинация[4][неавторитетный источник]
  - МКФ Cinanima в Эшпиньо, Португалия (Первый приз, 1992)
- «Зимняя сказка»:
  - Эмми, премия[5][6][7]
  - МКФ в Нью-Йорке (Главный приз, 1994)[5][7]
  - МКФ детских фильмов в Чикаго (Первый приз, 1994).

## Почётные звания
- Заслуженный художник Российской Федерации (15 января 2010 года) — за заслуги в области изобразительного искусства[8].